# سلوكان (كولومبيا البريطانية)
سلوكان (بالإنجليزية: Slocan, British Columbia)‏ هي مستوطنة تقع في كندا في Regional District of Central Kootenay. يقدر عدد سكانها بـ 296 نسمة ومساحتها 0.78 كم2 وترتفع عن سطح البحر 450 متر.

## المناخ
يظهر الجدول التالي التغييرات المناخية على مدار السنة لسلوكان:
| البيانات المناخية لـسلوكان        | البيانات المناخية لـسلوكان | البيانات المناخية لـسلوكان | البيانات المناخية لـسلوكان | البيانات المناخية لـسلوكان | البيانات المناخية لـسلوكان | البيانات المناخية لـسلوكان | البيانات المناخية لـسلوكان | البيانات المناخية لـسلوكان | البيانات المناخية لـسلوكان | البيانات المناخية لـسلوكان | البيانات المناخية لـسلوكان | البيانات المناخية لـسلوكان | البيانات المناخية لـسلوكان |
| الشهر                             | يناير                      | فبراير                     | مارس                       | أبريل                      | مايو                       | يونيو                      | يوليو                      | أغسطس                      | سبتمبر                     | أكتوبر                     | نوفمبر                     | ديسمبر                     | المعدل السنوي              |
| --------------------------------- | -------------------------- | -------------------------- | -------------------------- | -------------------------- | -------------------------- | -------------------------- | -------------------------- | -------------------------- | -------------------------- | -------------------------- | -------------------------- | -------------------------- | -------------------------- |
| الدرجة القصوى °م (°ف)             | 10 (50)                    | 14.5 (58.1)                | 22.5 (72.5)                | 30 (86)                    | 35.5 (95.9)                | 38 (100)                   | 41 (106)                   | 39.5 (103.1)               | 36.1 (97.0)                | 26.1 (79.0)                | 17.2 (63.0)                | 11.7 (53.1)                | 41 (106)                   |
| متوسط درجة الحرارة الكبرى °م (°ف) | −0.2 (31.6)                | 3.6 (38.5)                 | 9.3 (48.7)                 | 15.5 (59.9)                | 20.4 (68.7)                | 24.2 (75.6)                | 28 (82)                    | 28.5 (83.3)                | 21.7 (71.1)                | 13.8 (56.8)                | 4.8 (40.6)                 | 0.2 (32.4)                 | 14.1 (57.4)                |
| متوسط درجة الحرارة الصغرى °م (°ف) | −7.1 (19.2)                | −4.9 (23.2)                | −2.3 (27.9)                | 1 (34)                     | 4.9 (40.8)                 | 8.5 (47.3)                 | 10.1 (50.2)                | 10 (50)                    | 5.8 (42.4)                 | 1.4 (34.5)                 | −1.9 (28.6)                | −5.9 (21.4)                | 1.6 (34.9)                 |
| أدنى درجة حرارة °م (°ف)           | −31.7 (−25.1)              | −30.6 (−23.1)              | −22.2 (−8.0)               | −7.8 (18.0)                | −6.1 (21.0)                | 0 (32)                     | 2.8 (37.0)                 | 2.2 (36.0)                 | −4.4 (24.1)                | −11 (12)                   | −23.5 (−10.3)              | −35 (−31)                  | −35 (−31)                  |
| الهطول مم (إنش)                   | 94 (3.7)                   | 69.8 (2.75)                | 62.4 (2.46)                | 61 (2.4)                   | 68.2 (2.69)                | 71.1 (2.80)                | 54.4 (2.14)                | 49.4 (1.94)                | 51.4 (2.02)                | 61.6 (2.43)                | 104 (4.1)                  | 105.9 (4.17)               | 853.2 (33.59)              |
| المصدر: Environment Canada        |                            |                            |                            |                            |                            |                            |                            |                            |                            |                            |                            |                            |                            |

## أعلام
- ميل واكاباياشي